# خوبي
خوبَي، هوبي (بالصينية: 湖北) هي مقاطعة تقع في الوسط الشرقي من الصين، وتعدّ من المناطق الداخلية حيث لا تطل على البحر، بمحاذاة نهر يانغتسي شمالا. اسم المقاطعة يعني «شمال البحيرة»، في إشارة إلى موقعها شمال بحيرة دونغتينغ. كانت منطقة مقاطعة خوبي موطنًا لثقافات العصر الحجري الحديث المتطورة. بحلول فترة الربيع والخريف (770–476 قبل الميلاد) كان إقليم هوبي اليوم جزءًا من ولاية تشو القوية. كانت تشو إسمًا أحد روافد أسرة تشو، وكانت هي نفسها امتداد للحضارة الصينية التي ظهرت قبل عدة قرون في الشمال؛ لكنها كانت أيضًا مزيجًا فريدًا ثقافيًا من الثقافة الشمالية والجنوبية. في نهاية عام 2017، بلغ إجمالي عدد السكان المقاطعة 59.02 مليون نسمة. 
في عام 1911 وقعت انتفاضة ووشانغ في ووهان الحديثة، وأطاحت بأسرة تشينغ وأسست جمهورية الصين. في عام 1927، أصبح ووهان مقرًا لحكومة أسستها عناصر يسارية في حزب الكومينتانغ، بقيادة وانغ جينغ وي؛ تم دمج هذه الحكومة في وقت لاحق في حكومة تشيانغ كاي شيك في نانجينغ. خلال الحرب العالمية الثانية، غزت اليابان الأجزاء الشرقية من هوبي واحتلتها بينما بقيت الأجزاء الغربية تحت السيطرة الصينية.
خلال الثورة الثقافية في الستينيات، شهدت ووهان قتالًا بين فصائل الحرس الأحمر المتنافسة. في يوليو 1967، اندلعت حرب أهلية على المدينة في حادثة ووهان («حادثة 20 يوليو»)، وهو نزاع مسلح بين مجموعتين معاديتين كانتا تقاتلان من أجل السيطرة على المدينة في ذروة الثورة الثقافية.

## الاقتصاد
وغالبا ما تسمى هوبي «أرض السمك والأرز» (鱼米之乡). تشمل المنتجات الزراعية المهمة في هوبي القطن والأرز والقمح والشاي، في حين تشمل الصناعات السيارات، والمعادن، والآلات، وتوليد الطاقة، والمنسوجات، والمواد الغذائية، والسلع ذات التقنية العالية. تعتبر ووهان جينغتشو تشنغنان منطقة تطوير التكنولوجيا الفائقة على المستوى الوطني. وتعد الإلكترونيات الضوئية والاتصالات السلكية واللاسلكية وصناعة المعدات هي الصناعات الأساسية لمنطقة ووهان. رغم وجود منافسين آخرين، يعتبر إيست ليك لتطوير التكنولوجيا الفائقة (ELHTZ) أكبر مركز لإنتاج المنتجات البصرية الإلكترونية في الصين، ومركز لتطوير صناعة الليزر في الصين.

## السكان
الهان الصينية تشكل المجموعة العرقية المهيمنة في هوبي. يعيش عدد كبير من سكان همونغ وتوجيا في الجزء الجنوبي الغربي من المقاطعة، وخاصة في «انشي توجيا ومحافظة مياو» المتمتعة بالحكم الذاتي.
الديانات السائدة في هوبي هي الديانات الشعبية الصينية والتقاليد الطاوية والبوذية الصينية. وفقًا للدراسات الاستقصائية التي أجريت في عامي 2007 و 2009، فإن 6.5٪ من السكان يعتقدون ويشاركون في طوائف أسلافهم، بينما يعرف 0.58٪ من السكان أنهم مسيحيون، حيث انخفضت نسبتهم من 0.83٪ في عام 2004.
لم تقدم التقارير أرقامًا عن أنواع أخرى من الدين؛ يعتبر 92.92 ٪ من السكان غير متدينين أو مشاركين في عبادة الآلهة الطبيعية، البوذية، الكونفوشيوسية، الطاوية، الطوائف الدينية الشعبية.

## السياحة
المنطقة السياحية الشهيرة في سد الممرات الثلاثة لنهر اليانغتسي وهي أشهر معالم الجذب الطبيعية في المقاطعة (تتم مشاركتها مع بلدية تشونغتشينغ المجاورة). تقع في أقصى الغرب من المقاطعة، يمكن زيارتها بسهولة من قبل أحد القوارب السياحية العديدة (أو قوارب الركاب العادية) التي تسافر إلى أعلى نهر اليانغتسى من ييتشانغ عبر الخوانق الثلاثة وإلى بلدية تشونغتشينغ المجاورة.
توفر جبال غرب هوبى، ولا سيما في منطقة شيانوغيا، فترة راحة مرحب بها من حرارة الصيف في ووهان وييتشانغ، فضلاً عن فرص التزلج في فصل الشتاء. تتركز المرافق السياحية في تلك المنطقة حول مويو في الجزء الجنوبي من شيانوغيا، وهي بوابة محمية شيانوغيا الطبيعية الوطنية (神农架 国家 自然保护区). توجد حديقة جبل جيوجونغ (جيوجونجشان) الوطنية في مقاطعة تونغشان بالقرب من الحدود مع جيانغشي وهي أقرب إلى عاصمة المقاطعة ووهان.
من المواقع المهمة ذات الأهمية الطبيعية والثقافية على حد سواء جبل وودانغ (ودانغشان) في الشمال الغربي من المقاطعة. تم إنشاؤه أصلاً في أوائل عهد أسرة مينغ، وقد أدرجت اليونسكو في عام 1994 كموقع للتراث العالمي.
تشمل المعالم التاريخية الأخرى في هوبي:
- مدينة جينغتشو القديمة.
- ضريح شيانلينغ، الذي بناه سلالة مينغ جيا جينغ الإمبراطور لوالديه في إقطاعه بالقرب من تشونغشيانغ.
- برج الرافعة الصفراء في ووهان.
- متحف مقاطعة هوبي في ووهان، مع عروض أثرية وثقافية واسعة وعروض أداء للموسيقى والرقص القديم. هذه هي واحدة من أفضل الأماكن للتعرف على ولاية تشو القديمة، التي ازدهرت في إقليم هوبى الحالية خلال عهد أسرة تشو الشرقية وطورت ثقافتها الفريدة الخاصة بها، وهي متميزة تمامًا عن حضارة شانغ / زهو الشمالية الصين.
- يوجد بالمقاطعة أيضًا مواقع تاريخية مرتبطة بتاريخ الصين الأكثر حداثة، مثل Wuchang Uprising Memorial في ووهان، ومشروع 131 موقع (مركز القيادة العسكرية تحت الأرض في عهد الثورة الثقافية) في شيانينغ، ومتنزه التعدين الوطني (国家 矿山 公园) في هوانغشي.

## الرياضة
تشمل الفرق الرياضية الاحترافية في هوبي:
فريق ووهان زيل يلعب في دوري كرة القدم الصيني الممتاز، وهو أعلى مستوى لكرة القدم في الصين.

## توأم
في عام 2005، وقعت مقاطعة هوبي اتفاقية توأمة مع مقاطعة تيليمارك في النرويج، وعقد «أسبوع النرويج-هوبي» عام 2007.